# Фернандес Диас, Хорхе
Хо́рхе Ферна́ндес Ди́ас (исп. Jorge Fernández Díaz; род. 6 апреля 1950, Вальядолид) — испанский политик, член Народной партии. В 2011—2016 годах — министр внутренних дел Испании в правительстве Мариано Рахоя.

## Биография
Хорхе Фернандес Диас — старший брат политика Альберто Фернандеса Диаса. Он изучал производственный инжиниринг в Барселоне. В 1984—1989 годах состоял депутатом парламента Каталонии и Сената Испании. С 1989 года — депутат нижней палаты парламента Испании. Занимал посты государственного секретаря территориального управления, государственного секретаря министерства образования Испании и государственного секретаря по вопросам парламентских отношений. После отставки с поста министра занимает должность председателя комитета по петициям Конгресса депутатов. Женат, имеет двоих детей.